# Łowiczki
Łowiczki – wieś w Polsce położona w województwie małopolskim, w powiecie oświęcimskim, w gminie Zator.
| SIMC    | Nazwa | Rodzaj    |
| ------- | ----- | --------- |
| 0076799 | Bagno | część wsi |

## Historia
W dokumencie lokacyjnym Nowego Miasta przylegającego od północy do Zatora z 1399 wymieniono Grenitz, skąd sołtys nowego miasta mógł pobierać wodę. Położony był on za miejskimi stawami rybnymi.
Na austriackiej karcie Galicji Friedricha von Miega, sporządzonej kilka lat po I rozbiorze Polski nie zaznaczono tutaj większej zabudowy domu ani nazwy wsi, jednak na mapie z około 1860 w tym miejscu jest już kilka osad, w tym największa Granica i przylegająca do niej od północy Wowiczki.
W latach 1975–1998 miejscowość administracyjnie należała do województwa bielskiego.